# Antizwaartekracht
Antizwaartekracht is een hypothetische kracht die de zwaartekracht opheft.

## Geschiedenis
Newton beschouwde de zwaartekracht als een natuurkundige kracht die instantaan (meteen) vanuit een massa werkt, maar hij maakte geen hypothese over het mechanisme (Hypotheses non fingo) in tegenstelling tot Descartes die zwaartekracht verklaarde met zijn vortextheorie.
Theoretisch zou een materiaal of een mechanisme denkbaar kunnen zijn dat de zwaartekracht tegenwerkt of afschermt. Volgens Einsteins algemene relativiteitstheorie is zwaartekracht een kromming van de structuur van de ruimte zelf als die reageert op de aanwezige massa. Hiermee zou het dan niet meer mogelijk zijn om de zwaartekracht af te schermen of te beïnvloeden zonder enorme hoeveelheden energie nodig te hebben om de ruimtestructuur te vervormen. De meeste tegenwoordige natuurkundigen houden antizwaartekracht dan ook voor onmogelijk.

## Zwaartekrachtschild
Desondanks zijn er toch sommige natuurkundigen en technici die antizwaartekracht in een of andere vorm voor mogelijk houden.
Na een voorlopige publicatie in 1992 schreef de materiaalkundige Eugene Podkletnov in 1996 een stuk waarin hij beweerde een vermindering van de zwaartekracht gevonden te hebben als gevolg van een sneldraaiende supergeleidende schijf. Na een aantal afwijzingen zou het gepubliceerd worden in de Journal of Physics-D. Voor de officiële publicatie kreeg een journalist hier lucht van en blies de ontdekking in de Sunday Telegraph op tot "antizwaartekracht". Dat kostte Podkletnov zijn carrière, omdat dat begrip in de wetenschap tot onmogelijkheid is verklaard. De directeur van het wetenschappelijk instituut waar hij werkte, distantieerde zich van de publicatie en de coauteur liet weten dat zijn naam zonder zijn medeweten was gebruikt. Uiteindelijk trok Podkletnov de publicatie in en werd hij ontslagen.
In 1990 had een Chinese onderzoeker Ning Li al voorspeld dat supergeleiders de zwaartekracht konden beïnvloeden. Samen met de Amerikaanse onderzoeker Douglas Torr wist hij de NASA te interesseren in hun ideeën. De NASA heeft de ideeën inmiddels getest en geen praktische toepassing kunnen vinden.

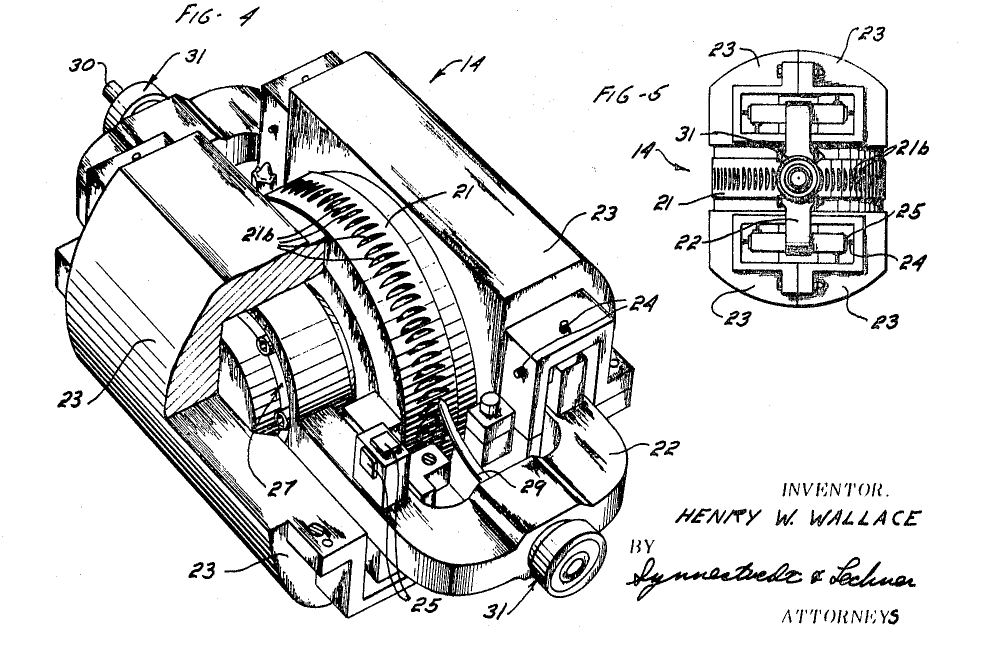
Een Amerikaanse patentaanvraag voor een "kinemassisch veldgenerator: methode en apparaat om een secundair zwaartekrachtveld op te wekken"

## Populaire cultuur
Het idee van antizwaartekracht spreekt schrijvers van sciencefictionverhalen zeer aan en daarin zijn dan ook vaak apparaten aan het werk die op een of andere manier gebruikmaken van antizwaartekracht. En hoewel verreweg de meeste professionele natuurkundigen antizwaartekracht tegenwoordig als onmogelijk zijnde afwijzen zijn er toch talloze (hobby)uitvinders en 'amateur-wetenschappers' die werken aan vermeende antizwaartekrachtmachines. Meestal zijn dit dezelfde uitvinders die zich ook met zogenaamde 'Perpetuum mobile machines' en andere vormen van 'vrije energie generators' bezighouden.

## Donkere energie
Bij metingen van de expansie van het heelal is gebleken dat donkere energie werkt als een soort antizwaartekracht, of liever, een kosmologische constante zoals door Albert Einstein werd geponeerd, die de uitzetting versnelt.